# Hans-Wilhelm Bender
Hans-Wilhelm Bender (20 de março de 1916 - 20 de janeiro de 1982) foi um oficial alemão que serviu durante a Segunda Guerra Mundial. Foi condecorado com a Cruz de Cavaleiro da Cruz de Ferro.

## Condecorações
| Cruz de Ferro 2ª Classe                                  |
| Cruz de Ferro 1ª Classe                                  |
| Cruz de Cavaleiro da Cruz de Ferro 8 de setembro de 1941 |